# Радченко Галина Федорівна
Галина Федорівна Радченко (нар. 6 жовтня 1954, село Пирогівці, тепер Прилуцького району Чернігівської області) — українська політична діячка, заступник глави Прилуцької районної державної адміністрації, завідувачка відділу соціально-економічного розвитку Прилуцького району Чернігівської області. Народний депутат України 2-го скликання.

## Біографія
Народилася у родині санітарки. У 1972 році закінчила середню школу № 4 у місті Прилуки Чернігівської області. Працювала робітницею Прилуцької взуттєвої фабрики і з 1973 року навчалася на заочному відділенні фінансово-економічного факультету Київського інституту народного господарства.
У 1975—1976 роках — дільничний інспектор держстраху міста Прилуки Чернігівської області. У серпні 1976 — січні 1978 року — рахівник-касир Дослідного конструкторського бюро у місті Прилуки. У січні 1978 — лютому 1979 року — старший бухгалтер Прилуцької центральної районної аптеки № 67.
У лютому 1979 — серпні 1981 року — економіст, у серпні 1981 — січні 1983 року — начальник інспекції державних доходів Прилуцького районного фінансового відділу Чернігівської області. Член КПРС.
У 1980 році закінчила заочне відділення фінансово-економічного факультету Київського інституту народного господарства, економіст.
У січні 1983 — грудні 1987 року — заступник завідувача Прилуцького районного фінансового відділу, начальник інспекції державних доходів Прилуцького райфінвідділу Чернігівської області.
У грудні 1987 — вересні 1991 року — працівник Прилуцького районного комітету КПУ Чернігівської області.
У вересні 1991 — квітні 1992 року — державний податковий інспектор Прилуцької районної державної податкової інспекції Чернігівської області. У квітні — червні 1992 року — в.о. начальника відділу оподаткування державних і спільних підприємств Прилуцької районної державної податкової інспекції Чернігівської області.
У червні 1992 — серпні 1994 року — заступник глави Прилуцької районної державної адміністрації, завідувачка відділу соціально-економічного розвитку Прилуцького району Чернігівської області.
Народний депутат України з .08.1994 (2-й тур) до .04.1998, Прилуцький виборчий округ № 442, Чернігівська область. Член Комітету з питань бюджету. Член групи «Незалежні».
У липні 1998 — 2000 року — заступник керівника Управління забезпечення зв'язків з Верховною Радою України Адміністрації Президента України; заступник керівника управління — завідувач відділу експертизи законопроєктів Адміністрації Президента України. Потім — головний науковий консультант відділу з питань бюджету, оподаткування та банківської діяльності Головного науково-експертного управління Апарату Верховної Ради України.
З січня 1999 року — член правління Асоціації народних депутатів України.

## Нагороди та відзнаки
- заслужений економіст України (.03.1997)[1]